# David Fernández Cortázar
David Fernández Cortázar (Madrid, 6 de abril de 1985) es un futbolista español. Juega como defensa.

## Trayectoria
Se formó en las categorías inferiores del Rayo Vallecano. Tras jugar en el Rayo Vallecano "B", fichó por el Atlético de Madrid B, donde jugó durante dos temporadas.
Después de estar durante la campaña 2008-09 en el C. D. Linares, fue fichado por el C. D. Guadalajara. El 26 de junio de 2011, tras vencer al C. D. Mirandés en el partido de vuelta de la eliminatoria final, consiguieron ascender a la Segunda División.
En agosto de 2012 firmó por el Real Oviedo. En julio de 2013 renovó su contrato una temporada más. En mayo de 2015 consiguió el gol del triunfo del conjunto ovetense ante el Cádiz C. F. que les permitió ascender a la Segunda División doce años después, siendo este uno de los goles más importantes de la historia del club. En junio de 2017 finalizó su contrato y se marchó a la A. D. Alcorcón.
En el equipo alfarero estuvo cinco temporadas y, después de haber jugado más de 300 partidos en la categoría de plata del fútbol español, el 17 de agosto de 2022 firmó por la U. D. Logroñés hasta junio del año siguiente.

## Clubes
Actualizado al 20 de mayo de 2023.
| Rayo Vallecano "B" · España                                                                   | 3.ª           | 2004-05       | 0+   | 0+ | —  | — | 0+   | 0+ |
| Rayo Vallecano "B" · España                                                                   | 3.ª           | 2005-06       | 0+   | 0+ | —  | — | 0+   | 0+ |
| Rayo Vallecano "B" · España                                                                   | Total club    | Total club    | 0+   | 0+ | 0  | 0 | 0+   | 0+ |
| Atlético de Madrid "B" · España                                                               | 2.ªB          | 2006-07       | 33   | 0  | —  | — | 33   | 0  |
| Atlético de Madrid "B" · España                                                               | 2.ªB          | 2007-08       | 26   | 0  | —  | — | 26   | 0  |
| Atlético de Madrid "B" · España                                                               | Total club    | Total club    | 59   | 0  | 0  | 0 | 59   | 0  |
| C. D. Linares · España                                                                        | 2.ª B         | 2008-09       | 26   | 0  | —  | — | 26   | 0  |
| C. D. Linares · España                                                                        | Total club    | Total club    | 26   | 0  | 0  | 0 | 26   | 0  |
| C. D. Guadalajara · España                                                                    | 2.ª B         | 2009-10       | 37   | 0  | —  | — | 37   | 0  |
| C. D. Guadalajara · España                                                                    | 2.ª B         | 2010-11       | 41   | 0  | 2  | 0 | 43   | 0  |
| C. D. Guadalajara · España                                                                    | 2.ª           | 2011-12       | 33   | 0  | 1  | 0 | 34   | 0  |
| C. D. Guadalajara · España                                                                    | Total club    | Total club    | 111  | 0  | 3  | 0 | 114  | 0  |
| Real Oviedo · España                                                                          | 2.ª B         | 2012-13       | 36   | 1  | 2  | 0 | 38   | 1  |
| Real Oviedo · España                                                                          | 2.ª B         | 2013-14       | 32   | 1  | —  | — | 32   | 1  |
| Real Oviedo · España                                                                          | 2.ª B         | 2014-15       | 38   | 1  | 4  | 0 | 42   | 1  |
| Real Oviedo · España                                                                          | 2.ª           | 2015-16       | 38   | 1  | 0  | 0 | 38   | 1  |
| Real Oviedo · España                                                                          | 2.ª           | 2016-17       | 38   | 0  | 0  | 0 | 38   | 0  |
| Real Oviedo · España                                                                          | Total club    | Total club    | 182  | 4  | 6  | 0 | 188  | 4  |
| A. D. Alcorcón · España                                                                       | 2.ª           | 2017-18       | 38   | 1  | 1  | 0 | 39   | 1  |
| A. D. Alcorcón · España                                                                       | 2.ª           | 2018-19       | 37   | 1  | 0  | 0 | 37   | 1  |
| A. D. Alcorcón · España                                                                       | 2.ª           | 2019-20       | 40   | 1  | 0  | 0 | 40   | 1  |
| A. D. Alcorcón · España                                                                       | 2.ª           | 2020-21       | 39   | 0  | 1  | 0 | 40   | 0  |
| A. D. Alcorcón · España                                                                       | 2.ª           | 2021-22       | 36   | 1  | 0  | 0 | 36   | 1  |
| A. D. Alcorcón · España                                                                       | Total club    | Total club    | 190  | 4  | 2  | 0 | 192  | 4  |
| U. D. Logroñés · España                                                                       | 1.ª F         | 2022-23       | 31   | 1  | 3  | 0 | 34   | 1  |
| U. D. Logroñés · España                                                                       | Total club    | Total club    | 31   | 1  | 3  | 0 | 34   | 1  |
| Total carrera                                                                                 | Total carrera | Total carrera | 599+ | 9+ | 14 | 0 | 613+ | 9+ |
| (1) Incluye datos de play-off de ascenso / permanencia. (2) Incluye datos de la Copa del Rey. |               |               |      |    |    |   |      |    |